# Sesamol
Sesamol is een van fenol afgeleide organische verbinding, die een bestanddeel vormt van sesamolie. Het is een witte, kristallijne vaste stof met de typische geur van fenol.

## Synthese
Naast de productie uit sesamolie wordt sesamol ook synthetisch bereid, uitgaande van heliotropine. Eerst wordt heliotropine met perazijnzuur via een Baeyer-Villiger-reactie omgezet tot de ester sesamylformiaat. De ester wordt dan gesplitst door basische hydrolyse (toevoeging van natronloog) of alcoholyse (toevoeging van een alcohol), waarbij sesamol bekomen wordt.

## Toepassingen
Sesamol is een antioxidant dat eetbare oliën en vetten tegen bederf beschermt. Het is een alternatief voor synthetische antioxidanten zoals BHT of BHA. Het wordt ook in cosmetische huidverzorgingsproducten gebruikt om het lichaam te beschermen tegen vrije radicalen.
Sesamol is ook een bouwsteen voor andere verbindingen waaronder het geneesmiddel paroxetine. Sommige ethers van sesamol, zoals sesamex, zijn een synergist voor pyrethrinen en gelijkaardige insecticiden.